# Michelsonia microphylla
Michelsonia microphylla är en ärtväxtart som först beskrevs av Georges M.D.J. Troupin, och fick sitt nu gällande namn av Lucien Leon Hauman. Michelsonia microphylla ingår i släktet Michelsonia och familjen ärtväxter. Inga underarter finns listade i Catalogue of Life.